# Фиано Романо
Фиа̀но Рома̀но (на италиански: Fiano Romano) е град и община в Централна Италия, провинция Рим, регион Лацио. Разположен е на 97 m надморска височина. Населението на общината е 13 978 души (към 2010 г.).